# Omar Belhouchet
Omar Belhouchet, né le 9 février 1954 à Sétif, est un journaliste algérien. Il a été le directeur du quotidien El Watan de 1990 à 2019.

## Biographie
Omar Belhouchet est condamné pour « atteinte à corps constitué » quand il dénonce les meurtres des journalistes durant la « décennie du terrorisme » en Algérie, 57 entre 1993 et 1996, et il est accusé de diffamation après la parution d’un article, le 11 décembre 2001, sur des nominations au département du renseignement et de la sécurité (DRS), service de renseignement algérien.
Il a reçu la Plume d'or de la liberté en 1994, récompense qui salue les combats pour la liberté de la presse dans des conditions difficiles.